# Das Mercury Projekt
Das Mercury Projekt (OT: Rocket’s Red Glare oder auch The Mercury Project) ist ein US-amerikanischer Abenteuerfilm aus dem Jahr 2000 mit Robert Wagner.

## Handlung
Todd restauriert mit Hilfe seines Großvaters eine Redstone-Rakete mitsamt Mercury-Kapsel. Gleichzeitig ist dies ein wissenschaftliches Schulprojekt, das Todd gemeinsam mit seiner Freundin Sarah durchführt. Nach anfänglichen Rückschlägen ist ein Probelauf auf der Startrampe erfolgreich, aber die NASA und das FBI wollen das Projekt aus Sicherheitsgründen einstellen. Todds Großvater beschließt, die Restaurierung der Rakete aufzugeben.
Das sich im Orbit befindliche Space Shuttle Endeavour wird durch einen Meteoritenschauer beschädigt und kann nicht zur Erde zurückkehren, da das benötigte Ersatzteil sich nicht an Bord befindet. Die NASA beschließt daraufhin – als einzige Option –, eine Rettungsmission mit der museumsreifen Mercury-Rakete zu starten. Nur der Ex-Astronaut Gus und sein Enkel Todd kommen als Piloten infrage. Die Rakete wird zum Luftwaffenstützpunkt Vandenberg transportiert und auf den Start vorbereitet. Zunächst wird Gus als Pilot der Kapsel ausgewählt; als dieser aber kurzfristig aus der Mission aussteigt, um Todd seinen Traum zu erfüllen, wird sein Enkel Pilot der Mercury-Kapsel.
Todd fliegt mit der Raumkapsel in den Erdorbit, um an den Fangarm des Spaceshuttles anzudocken. Erst beim zweiten Versuch gelingt ihm das Manöver; die Raumkapsel wird in den Frachtraum gehievt, und Todd übergibt das benötigte Ersatzteil der Besatzung. Daraufhin kann Todd mit der Mercurykapsel zurückfliegen. Der Wiedereintritt in die Erdatmosphäre gelingt, und die Kapsel schwebt am Fallschirm sicher zur Erde.

## Kritiken
„Weltraum-Abenteuer, das keinen Wert auf einen Anflug von Glaubwürdigkeit legt und dessen Spezialeffekte sich im bescheidenen Rahmen halten.“